# Peter Francisco
Manuel Peter Francisco (* 14. Februar 1962 in Kapstadt) ist ein südafrikanischer Snooker- und English-Billiards-Spieler. Zwischen 1984 und 1995 war er für elf Saisons Profispieler im Snooker.

## Karriere
Sein Vater Manuel und dessen Bruder Silvino waren ebenfalls Snookerspieler. Manuel wurde mehrfacher südafrikanischer Meister, Silvino wurde auch Profispieler und gewann sogar ein Ranglistenturnier. 1981 wurde Francisco zum ersten Mal südafrikanischer Meister und verteidigte diesen Titel bis 1983. 1983 siegte er zudem beim English-Billiards-Pendant.

### Profikarriere
Zur Saison 1984/85 wurde er schließlich Profispieler. Direkt im zweiten Turnier, dem Grand Prix 1984 zog er nach Siegen über Ian Black und John Spencer in die Runde der letzten 32 ein, wo er mit 4:5 knapp gegen Dean Reynolds verlor. Bei der Snookerweltmeisterschaft verpasste er die Hauptrunde des Turniers knapp, er musste sich in der entscheidenden Runde Murdo MacLeod geschlagen geben.
In der folgenden Saison zog er drei Mal in die Achtelfinale von drei Weltranglistenturnieren ein, jedes Mal unterlag er einem Weltmeister. Bei der Weltmeisterschaft verpasste er zum zweiten Male knapp die Hauptrunde, diesmal verlor er mit 9:10 gegen Neal Foulds. Auch in der Saison 1986/87 konnte er Erfolge verbuchen: Bei den International Open 1986 drang er bis ins Halbfinale vor – wobei er mit Alex Higgins einen Ex-Weltmeister und mit Silvino seinen Onkel besiegt hatte –, verlor aber mit 7:9 gegen Cliff Thorburn. Beim Classic 1987 unterlag er im Achtelfinale seinem Onkel. In seiner vierten Profisaison gelang ihm der Einzug ins Halbfinale des Grand Prix 1987, doch gegen Dennis Taylor verlor er mit 4:9. Auch beim Classic 1988 verlor er gegen Taylor, diesmal aber schon im Achtelfinale. Zum Ende der Saison zog Francisco zum ersten Mal in die WM-Hauptrunde im Crucible Theatre ein, wo er sofort gegen Willie Thorne ausschied.
Die Saison 1988/89 startete deutlich verhaltener. Erst beim zweiten Non-Ranking-Event besiegte er mehrere gute Gegner wie Alain Robidoux und Alex Higgins und zog ins Finale ein, wo er sich aber Paddy Browne geschlagen geben musste. Durch seine Weltranglistenposition 14 konnte er am Masters teilnehmen, doch er verlor seine Auftaktpartie gegen Neal Foulds. Bei den British Open zog er ins Viertelfinale ein, doch gegen Tony Meo konnte er nicht gewinnen. Zum Abschluss der Saison zog er zum zweiten Mal in Folge in die Hauptrunde der Weltmeisterschaft ein, wo er mit 7:10 gegen Dean Reynolds in der ersten Runde verlor. Zu Beginn der nächsten Saison zog er ins Achtelfinale der Asian Open ein, wo er mit 4:5 gegen Gary Wilkinson ausschied. Beim Dubai Classic schied er im Viertelfinale mit 1:5 gegen John Parrott aus, beim UK Championship folgte eine 3:9-Niederlage im Achtelfinale gegen Mark Bennett. Zwei weitere Niederlagen in Achtelfinalspielen folgten beim Classic und bei den British Open. Zu Saisonende erreichte er wieder die Hauptrunde der Weltmeisterschaft, doch er verlor seine Erstrundenpartie gegen Dean Reynolds.
Dadurch rutschte er auf der Weltrangliste auf Platz 26 ab, was durch sein Abschneiden in der Saison 1990/91 verstärkt wurde. Lediglich ein einziges Mal zog er ins Viertelfinale eines Ranglistenturniers ein, beim Grand Prix 1990 unterlag er Stephen Hendry mit 0:5. Beim UK Championship und bei den British Open erreichte er immerhin die Runde der letzten 32 und bei den World Masters das Viertelfinale, doch letzteres hatte keinen Einfluss auf die Weltrangliste. Bei den European Open zog er ins Achtelfinale ein, wo er mit 2:5 gegen Brady Gollan verlor. Abschließend verpasste er die Hauptrunde der WM durch eine 9:10-Niederlage gegen Robert Marshall.
In der Saison 1991/92 erreichte Francisco vier Mal die Runde der letzten 32, zwei weitere Male drang er bis ins Achtelfinale vor: Beim Dubai Classic verlor er mit 4:5 gegen Joe Johnson und bei den Welsh Open mit 2:5 gegen Gary Wilkinson. Ebenso erreichte er durch einen 10:7-Sieg über Ken Doherty die Hauptrunde der Weltmeisterschaft, doch er verlor sein Auftaktspiel gegen Martin Clark. Er konnte sich zum Ende der Saison auf Weltranglistenplatz 19 verbessern.
Ein Rückschlag dagegen war die Saison 1992/93, wo er lediglich bei zwei von drei Events der Strachan Challenge über die Runde der letzten 64 hinauskam; beide Male unterlag er im Achtelfinale, erst Anthony Hamilton und dann Troy Shaw. Auch die Hauptrunde der WM verpasste er, weshalb er auf der Weltrangliste auf Platz 25 abrutschte. Die Saison 1993/94 verlief ebenfalls erfolglos, da er lediglich zwei Mal die Runde der letzten 48 erreichte und beim Qualifikationsturnier für das Masters die Runde der letzten 32, wo er gegen Ronnie O’Sullivan verlor. Er rutschte auf der Weltrangliste aus den Top 32.

### Sperre
Die Saison 1994/95 verlief etwas besser. Francisco erreichte die Runde der letzten 32 der Welsh Open und das Achtelfinale der British Open. Ebenfalls konnte er sich durch Siege über Joe Jogia, Anthony Hamilton und Mick Price für die Weltmeisterschaft qualifizieren. Er verlor mit 2:10 gegen Jimmy White und sorgte damit für einen Skandal im Gentlemen’s sport. Da kurz vor dem Spiel hohe Beträge auf das Ergebnis 2:10 und einige Wetten auf die Ergebnisse 1:10 und 3:10 aus der Sicht von Francisco gesetzt worden waren, kam der Verdacht auf Wettbetrug auf. Einen Monat später musste Francisco sich vor einem Komitee der WPBSA in einem Hotel in Manchester verantworten. Die Anhörung dauerte neun Stunden und beinhaltete eine Analyse des Spiels durch drei erfahrene Profispieler. Dies waren Mark Wildman, Bill Oliver und Geoff Foulds. Diese schauten sich nicht nur die Schwierigkeit der verschossenen Bälle, sondern auch die Logik der gewählten Schussmöglichkeiten und den Kontext der gemachten Fehler an und kamen zu dem Schluss, dass Francisco absichtlich schlecht gespielt hat. Die Anhörung endete mit dem Beschluss, Francisco für fünf Jahre wegen seines unsportlichen Verhaltens zu sperren. Dies war die bis dahin längste Sperre, fünf Mal länger als die von Alex Higgins.

### Weiterer Karriereverlauf
Zwischen 1998 und 2000 wurde Francisco noch drei weitere Male südafrikanischer Meister, ein weiterer Titel folgte 2007. Zumindest 1998, 1999 und im Jahr 2000 wurde er auch wieder English-Billiards-Meister. 2012 und 2013 wurde er Kontinentalmeister im Snooker, er besiegte Mohamed Khairy und Khalid Belaied Abumdas jeweils mit 6:2. Da seit 2012 ein Main-Tour-Startplatz für den Titel ausgelobt wurde, hätte Francisco theoretisch wieder Profispieler werden können, doch er verzichtete. Ebenfalls 2013 nahm er an den World Games teil, wo er in der ersten Runde der Disziplin „Snooker Herren“ mit 2:3 gegen Nigel Bond verlor.
2015 nahm er an der 6-Red World Championship teil und schied mit einem Sieg und vier Niederlagen in der Gruppenphase aus. 2016 konnte er zum dritten Mal afrikanischer Meister werden, diesmal besiegte er Wael Talaat mit 6:1. Im selben Jahr wurde er zum siebten Mal südafrikanischer Meister.

## Erfolge

### Finalteilnahmen
| Ausgang         | Jahr      | Turnier                               | Finalgegner            | Ergebnis  |
| --------------- | --------- | ------------------------------------- | ---------------------- | --------- |
| Amateurturniere |           |                                       |                        |           |
| Sieger          | 1981–1983 | Südafrikanische Snooker-Meisterschaft | unbekannt              | unbekannt |
| Zweiter         | 1988      | WPBSA Non-Ranking                     | Paddy Browne           | 1:5       |
| Sieger          | 1998–2000 | Südafrikanische Snooker-Meisterschaft | unbekannt              | unbekannt |
| Sieger          | 2007      | Südafrikanische Snooker-Meisterschaft | unbekannt              | unbekannt |
| Sieger          | 2012      | ABSF Snookerafrikameisterschaft       | Mohamed Khairy         | 6:2       |
| Zweiter         | 2012      | Südafrikanische Snooker-Meisterschaft | Kiashan Moodley        | 4:7       |
| Sieger          | 2013      | ABSF Snookerafrikameisterschaft       | Khalid Belaied Abumdas | 6:2       |
| Sieger          | 2016      | ABSF Snookerafrikameisterschaft       | Wael Talaat            | 6:1       |
| Sieger          | 2016      | Südafrikanische Snooker-Meisterschaft | Faaris Khan            | 7:6       |

Weitere Erfolge:
- Südafrikanische English-Billiards-Meisterschaft: 4× Sieger (1983, 1998–2000)[3]